# Nghi thức thanh tẩy

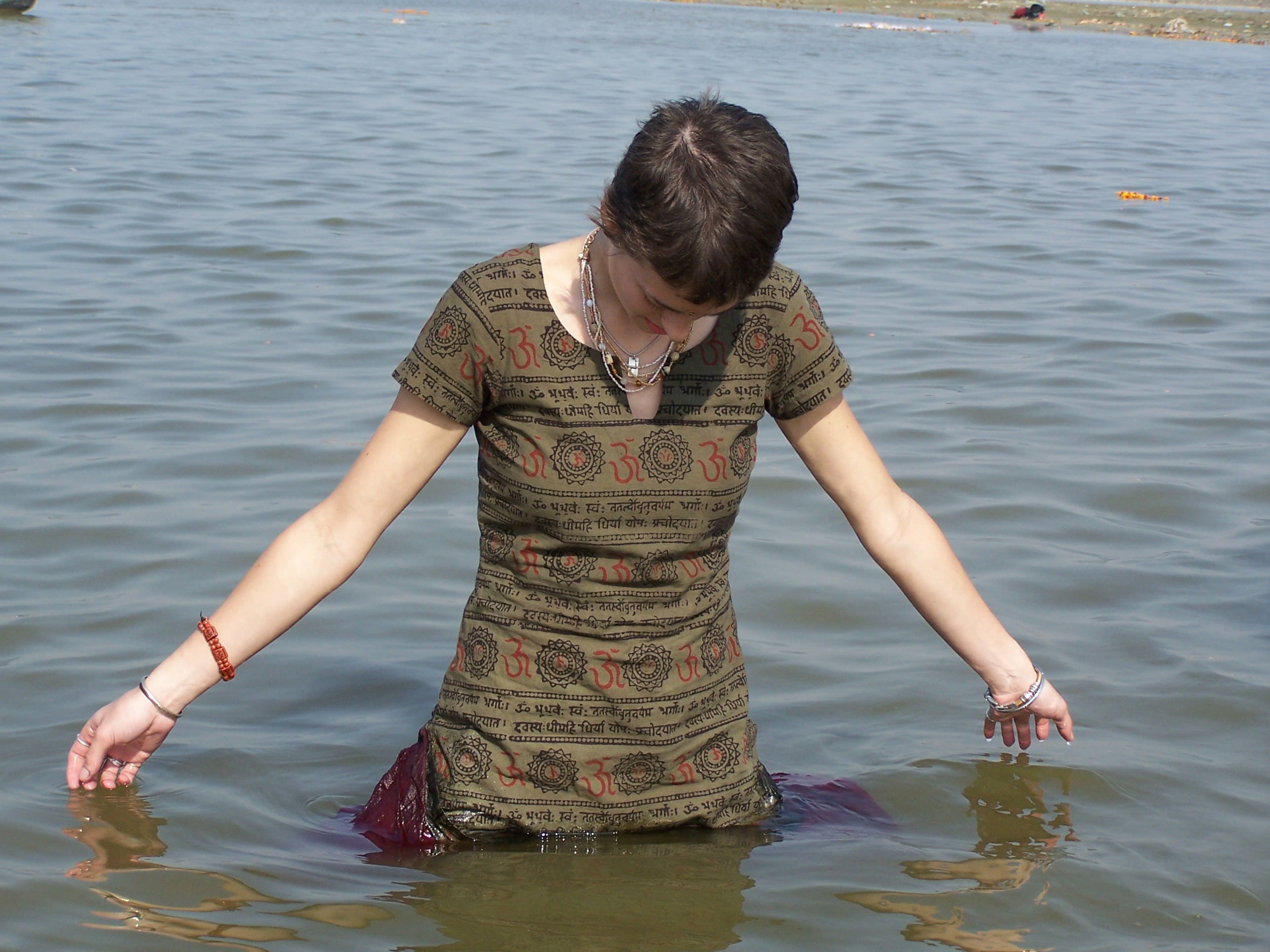
Nghi thức thanh tẩy khi tắm trên vùng nước thiêng sông Hằng ở Ấn Độ

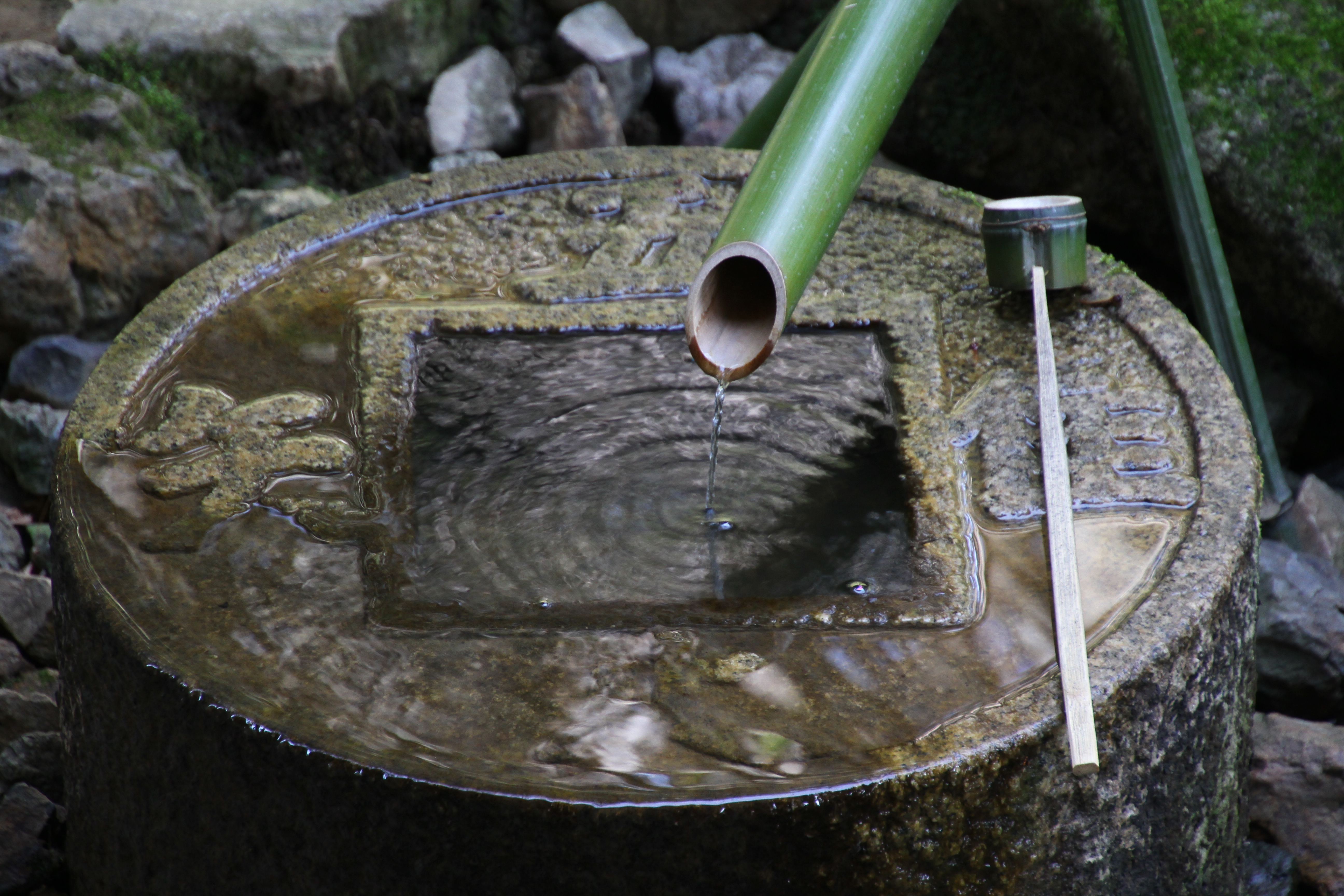
Tsukubai

Nghi thức thanh tẩy (Ritual purification) là một nghi lễ do một tôn giáo quy định, qua đó một người được coi là giải thoát khỏi sự ô uế, đặc biệt là trước khi làm lễ thờ cúng một vị thần, và nghi lễ thanh tịnh (tẩy trần) là một trạng thái sạch sẽ (thanh sạch) trong nghi lễ. Nghi lễ thanh tẩy cũng có thể áp dụng cho những đồ vật và địa điểm. Nước là yếu tố để thực hiện việc thanh tẩy và nước được coi là thiêng liêng. Sự ô uế về mặt nghi lễ không đồng nhất với sự ô uế vật lý thông thường, chẳng hạn như dơ dáy, vết bẩn, tuy nhiên, chất dịch cơ thể thường được coi là ô uế về mặt nghi lễ. Nghi lễ thanh tẩy thường là việc vệ sinh cơ thể như tắm rửa sạch sẽ để gột rửa cơ thể, ngâm mình dưới nước (rửa tội, tắm nước đá), xông hương, xức dầu, hơ tay chân qua lửa, than, khói, đơn giản hơn là vệ sinh rửa tay, súc miệng, rửa chân, rửa mặt, giũ bỏ bụi bặm bẩn (tẩy trần).
Hầu hết các nghi lễ thanh tẩy này đã tồn tại từ rất lâu trong xã hội con người trước khi có lý thuyết về mầm bệnh và những nghi thức này xuất hiện nổi bật trong các hệ thống tôn giáo được biết đến sớm nhất ở vùng Cận Đông cổ đại. Một số nhà văn kết nối các nghi lễ với những điều cấm kỵ. Một số người coi lợi ích của những thực hành này như một biện pháp bảo vệ sức khỏe và ngăn ngừa nhiễm trùng, lây nhiễm bệnh, đặc biệt là ở những khu vực mà con người tiếp xúc gần gũi với nhau. Mặc dù những thực hành này xuất hiện trước khi ý tưởng về lý thuyết vi trùng được công bố rộng rãi ở những khu vực sử dụng việc vệ sinh hàng ngày, nhưng việc sát khuẩn các tác nhân lây nhiễm dường như rất ấn tượng. Trong các tôn giáo tìm cách đưa con người thoát khỏi sự ghê tởm (ở một thái cực), nâng họ hướng tới sự thuần khiết và thánh thiêng (ở một thái cực khác), từ ô uế đến trong sạch và từ hành vi lệch lạc đến đạo đức (trong bối cảnh văn hóa của bản thân một người)

## Các tôn giáo

### Cơ Đốc giáo

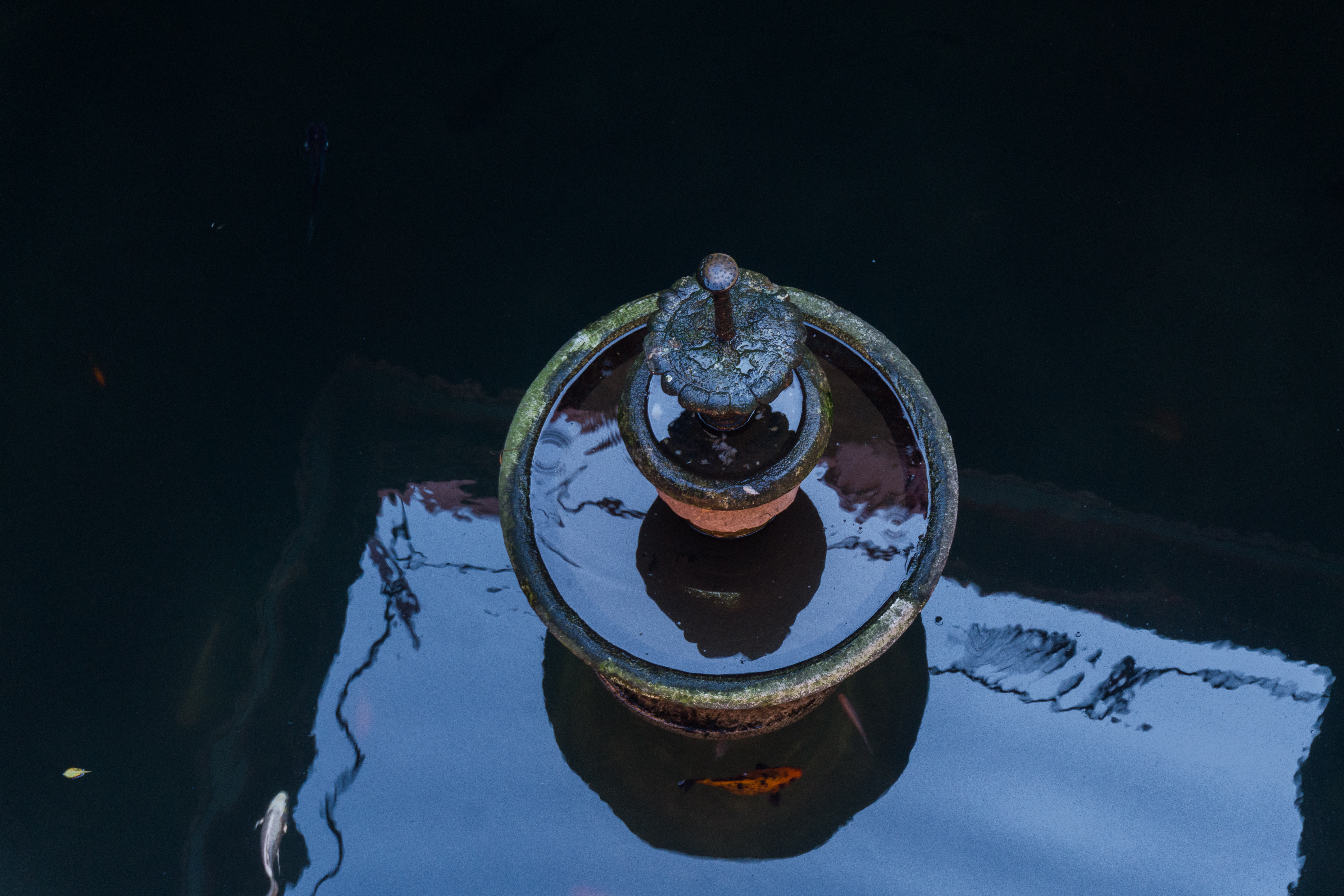
Một bồn tẩy rửa ở Nakhoda Masjid

Cơ Đốc giáo rất chú trọng nghi thức thanh tẩy. Trong Kinh thánh có nhiều nghi lễ thanh tẩy liên quan đến việc kinh nguyệt, sinh con, quan hệ tình dục, xuất tinh về đêm, dịch cơ thể bất thường (Zav), bệnh ngoài da (Tzaraath), tử vong và hiến tế động vật (Korban). Giáo hội Chính thống giáo Đông phương chẳng hạn như Chính thống giáo Coptic, Chính thống giáo Ethiopia, Chính thống giáo Eritrea, nhấn mạnh hơn vào những lời dạy trong Cựu Ước và những người theo đạo này tuân theo một số điều nhất định, những thực hành như tuân giữ những ngày nghi lễ thanh tẩy. Trước khi cầu nguyện, những tín nhân phải rửa tay và rửa mặt để được trong sạch trước và dâng những điều tốt nhất của mình lên Chúa.
Nhà thờ Tewahedo Chính thống Ethiopia quy định một số kiểu rửa tay chẳng hạn như sau khi rời khỏi nhà vệ sinh hoặc nhà tắm, trước khi cầu nguyện hoặc sau khi ăn. Phụ nữ trong Nhà thờ Tewahedo Chính thống Ethiopia bị cấm vào đền thờ trong kỳ kinh nguyệt và những người đàn ông không vào nhà thờ một ngày sau khi họ đã giao hợp với vợ mình. Nhiều nhà thờ cổ được xây dựng với đài phun nước lớn trong sân. Theo truyền thống, những người theo đạo Cơ đốc phải tắm rửa trước khi vào nhà thờ để thờ phượng. Nguyên tắc rửa tay trước khi cử hành Phụng vụ thánh bắt đầu như một biện pháp phòng ngừa thực tế về sự sạch sẽ, điều này cũng được giải thích một cách tượng trưng.
Ở các tu viện cổ, sẽ có một cái bồn rửa lớn (Lavabo) được sử dụng để anh em rửa tay trước khi vào nhà thờ. Thông lệ này trở thành điều luật lần đầu tiên trong những điều luật của Thánh Benedict ở thế kỷ thứ VI. Thánh John Chrysostom đã đề cập đến thông lệ này trong ngày của ngài rằng tất cả các Ki-tô hữu phải rửa thay trước khi vào nhà thờ. Thuật ngữ Lavabo (nghĩa đen là "tôi sẽ rửa") có nguồn gốc từ lời của Thánh vịnh 26:6-12 (Psalm 26:6-12-KJV), mà các vị linh mục chủ trì lễ ban phát thánh thể (celebrant) niệm khi rửa tay của mình như sau: "Tôi sẽ rửa sạch tay tôi trong vô tội, vì vậy tôi sẽ đi vòng quanh bàn thờ ngài, lạy Chúa" ("I will wash my hands in innocency, so will I compass thine altar, O Lord"). Việc mô tả việc rửa tay trong suốt các bài thánh ca tụng đã được sử dụng rất xa xưa trong giáo hội công giáo. Ở Nga, trong Lễ Hiển Linh có nghi thức dầm mình trong nước đá (Ice hole bathing) hay còn gọi là tắm nước đá.

### Tôn giáo khác

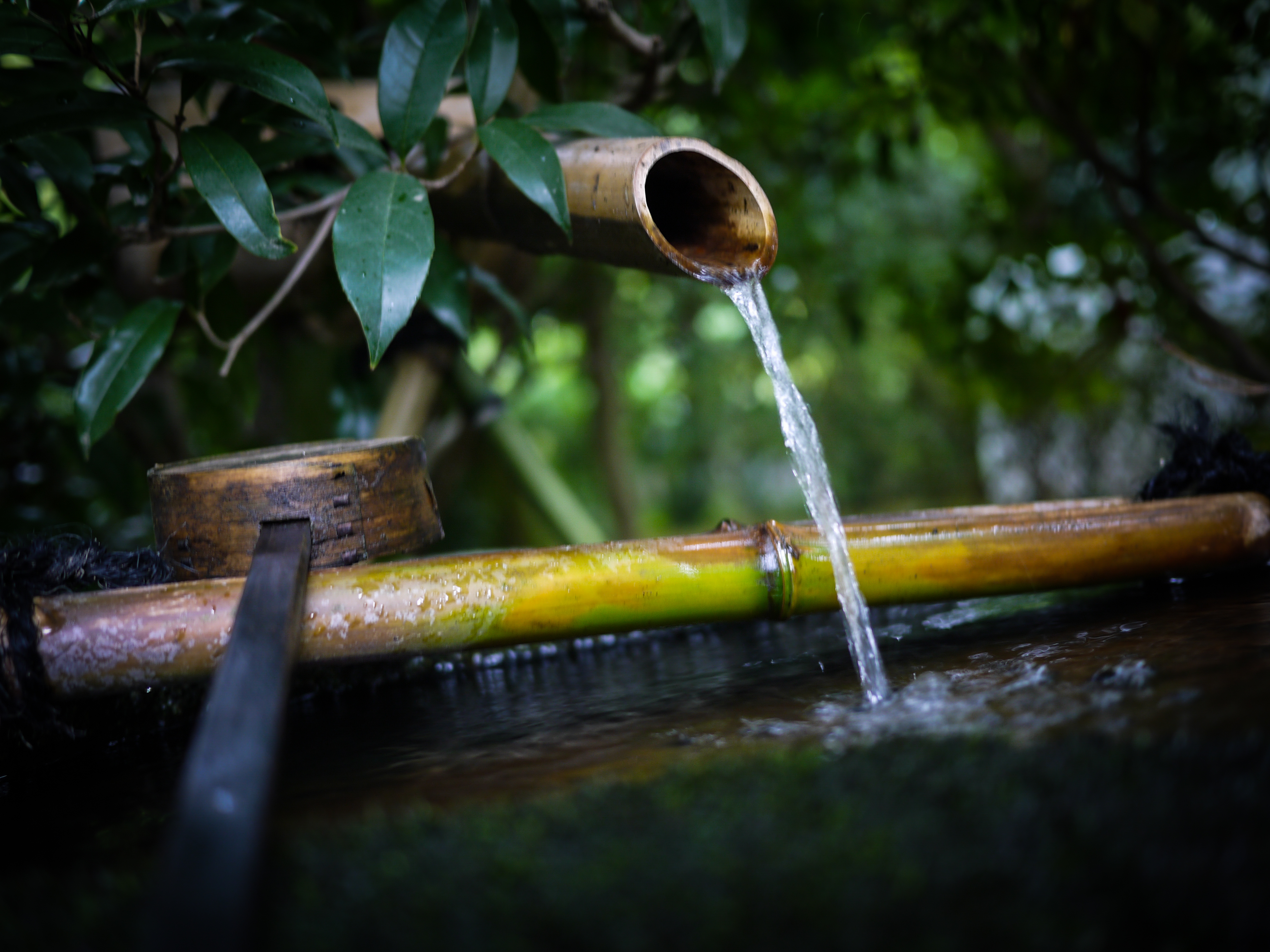
Chōzuya

Các truyền thống khác nhau trong Ấn Độ giáo tuân theo các lễ tiết khác nhau về sự thanh khiết và thanh lọc trong nghi lễ. Trong mỗi truyền thống, các nhóm chính thống hơn tuân theo các quy tắc chặt chẽ hơn, nhưng các quy tắc nghiêm ngặt nhất thường được quy định cho đẳng cấp Brahmin, đặc biệt là những người tham gia vào việc thờ cúng trong đền thờ. Sūtak là những quy tắc mà người Hindu phải tuân theo sau khi sinh con (Vṛddhi sūtak). Sūtak liên quan đến việc thực hành cách ly xã hội với người thân và cộng đồng bằng cách kiêng ăn cùng gia đình, tham gia các hoạt động tôn giáo theo phong tục và rời khỏi nhà. Người mẹ phải thực hành Sūtak trong 10 đến 30 ngày, tùy thuộc vào đẳng cấp của mình, trong khi người cha có thể được thanh lọc ngay sau khi sinh con bằng nghi lễ thanh lọc (tắm theo nghi thức).
Nghi lễ thanh tẩy trong Hồi giáo đặc biệt tập trung vào việc chuẩn bị cho lễ nguyện salah, về lý thuyết, nghi lễ thanh tẩy sẽ có hiệu lực suốt cả ngày, nhưng bị coi là không hợp quy khi xảy ra một số hành vi nhất định như đầy hơi, ngủ, tiếp xúc với người khác giới (tùy theo trường phái tư tưởng), bất tỉnh và chảy máu, tinh dịch, hoặc nôn mửa. Trong Đức tin Baháʼí, nghi lễ tẩy rửa (rửa tay và mặt) phải được thực hiện trước khi đọc những lời cầu nguyện Baháʼí bắt buộc, cũng như trước khi xướng đọc 95 lần. Ngoài ra, Bahá'u'lláh nhấn mạnh tầm quan trọng của sự trong sạch và tinh khiết về mặt tâm linh. Trong Phật giáo Nhật Bản, một bồn rửa được gọi là Tsukubai được bố trí tại chùa Phật giáo để tẩy rửa. Tsukubai cũng được sử dụng cho trà đạo. Kiểu nghi lễ tẩy trần này là phong tục dành cho những vị khách tham dự lễ trà đạo hoặc đến thăm khuôn viên của một ngôi chùa Nhật Bản.